# Emil Kaschka
Emil Kaschka (* 1996 in Innsbruck) ist ein österreichischer Schriftsteller, Poetry-Slammer und Filmregisseur.

## Werdegang
Kaschka wuchs flämischsprachig am Land in Pfaffenhofen in Tirol auf. Er arbeitete in Santiago de Chile, bevor er Germanistik in Innsbruck, Sevilla und Wien studierte. Während seines Germanistikstudiums trat er mit seinen Texten auf zahlreichen Poetry-Slam Bühnen in Österreich und Deutschland auf. Bei seinen ersten Österreichischen Meisterschaften 2018 belegte er mit 22 Jahren den 3. Platz.
2021 veröffentlichte Emil Kaschka seinen Debütroman „Grünholz“ im Grazer Edition Keiper Verlag.
2022 debütierte er auch in der Theaterwelt mit seinem Stück „Bruder Jakob“ (unter der Regie von Florian Hackspiel) im Theater unterm Dach in Berlin. Noch im selben Jahr wurde das Stück mehrfach in Innsbruck im BRUX und im Jahr darauf in der Theaterinsel in Rosenheim aufgeführt. Ein Jahr darauf wurde der Theatertext unter dem Titel „Seit Jakob“ vom deutschen Theaterverlag verlegt.
Im September 2023 gewann Emil Kaschka in Wien die 16. Österreichischen Poetry-Slam Meisterschaften.
Momentan lebt er in Wien und studiert an der Filmakademie Wien Drehbuch und Regie.
Im März 2024 feierte er mit dem Kurzfilm 'Ins wilde Land' als Regisseur sein Filmdebüt. Die Weltpremiere fand am 14. März 2024 im Rahmen des Landshuter Kurzfilmfestivals statt.
Als eingeladener Beitrag wurde der Film bei der Diagonale (Filmfestival) in Graz am 8. April 2024 dem Publikum in Österreich präsentiert.
Am 16. November 2024 wurde Emil Kaschka Vizeweltmeister bei der Poetry Slam Weltmeisterschaft in Togo in Westafrika. Bei den Europäischen Poetry Slam Meisterschaften zuvor wurde er 4. und somit qualifizierte er sich für die Poetry Slam Weltmeisterschaft.

## Auszeichnungen
- 2022: „Grünholz“ Top-Titel der deutschen Leseförderung Boys&Books[15][16]
- 2023: Österreichisches Dramatiker:innenstipendium 2023[17][18]
- 2023: Österreichischer Poetry-Slam Meister 2023[19]
- 2024: Vize-Weltmeister im Poetry-Slam[20]

## Veröffentlichungen
- Grünholz. Roman, Edition Keiper, Graz 2021, ISBN 978-3-903322-42-4.
- Seit Jakob. Theatertext, Deutscher Theaterverlag, Weinheim 2023[21][22]
- Ins wilde Land. Kurzfilm, Wien 2024[23]

### Beiträge in Anthologien
- Henrik Szanto, Anna-Lena Obermoser (Hrsg.): G'SCHEIT GOSCHERT: Die österreichische U20 Poetry-Slam Anthologie. Lektora 2019, ISBN 978-3-95461-144-7.
- Francesca Herr, Henrik Szanto (Hrsg.): 20.000 Zeilen unter dem Meer. Lektora 2022, ISBN 978-3-95461-237-6.
- Elias Raatz, Katharina Wenty (Hrsg.): Coole Stimmen für einen heißen Planeten. 16 Geschichten, Gedichte, Gedanken über Klima, Natur und Umweltschutz. Dichterwettstreit deluxe 2024